# Імідзу

36°42′45″ пн. ш. 137°5′58″ сх. д. / 36.71250° пн. ш. 137.09944° сх. д.
Імі́дзу (яп. 射水市, いみずし, МФА: [id͡zumʲi ɕi̥]) — місто в Японії, в префектурі Тояма.

## Короткі відомості
Розташоване в північно-західній частині префектури, на березі Японського моря, в нижній течії річки Сьо. Виникло на основі портових поселень раннього нового часу. Засноване 2005 року шляхом об'єднання міста Сін-Мінато з містечками Косуґі, Даймон, Осіма й селом Сімо. Основою економіки є металургія, хімічна промисловість, комерція. В місті розташоване синтоїстське святилище Імідзу. Станом на 1 квітня 2009 площа міста становила 109,18 км². Станом на 1 липня 2011 населення міста становило 93 218 осіб.